# Dấu phố em qua
"Dấu phố em qua" là tên một ca khúc do Nguyễn Bình sáng tác. Bài hát đã được Trần Thu Hà thể hiện rất thành công theo phong cách acoustic jazz. Cô thu âm bài này tại Mỹ và sau đó được đánh giá là một cách thể hiện mới lạ và văn minh.
Bài hát có lời giản dị, mang tính tự sự, đầy cảm xúc nhưng vẫn rất trẻ trung. Các dãy phố được nhắc đến trong bài hát có lẽ là Hà Nội hoặc một thành phố nào đó thuộc miền Bắc Việt Nam với những "chiều thu nắng vàng", "lá thu bay vờn bay trong gió", "loài hoa thơm"... Bài hát nhắc lại tình cảm một thời gắn liền với những kỷ niệm đẹp mà giờ đây, mỗi khi đi qua từng dãy phố, những kỷ niệm đó lại chợt ùa về làm cho cô gái không giấu nổi tình cảm thực sự đang dồn nén trong lòng.
Bài hát là track 6 trong album Bài tình cho giai nhân (1999) của Trần Thu Hà. Trong album Hà Trần 98-03 (2003), bài có vị trí thứ 12.
Trong chương trình Sao Mai điểm hẹn 2006 của VTV3, ca sĩ trẻ Hà Anh Tuấn đã hát lại ca khúc này với một tempo nhanh hơn, cũng được khán giả đặc biệt là khán giả trẻ đón nhận.